# NKAG 15II
Die Lokomotive NKAG 15II war eine fünfachsige meterspurige Tenderlokomotive, die von der Maschinenanstalt Jung für die Nassauische Kleinbahn (NKAG) gebaut wurde. Die Lokomotive wurde später von der Brohltalbahn übernommen, erhielt dort die Nummer III und war bis Ende 1966 im Einsatz.
Bei der NKAG hatte es bereits 1914 eine Lokomotive mit der Nummer 15 gegeben, die bei den Harzer Schmalspurbahnen als 99 6102 bis heute überlebt hat.

## Geschichte

### Nassauische Kleinbahn 15II
Die Lokomotive wurde für schwere Rollwagenzüge auf Steigungen bis 36 ‰ beschafft, wobei sie 250 t Anhängelast befördern musste. Die Lokomotive war eine der größten in Deutschland gebauten Lokomotiven für Meterspur. Bei der Entwicklung hatte der langjährige Werkmeister der Nassauischen Kleinbahn mitgewirkt. Von ihr wurde ein günstiges Verhältnis von Schleppleistung und Brennstoffverbrauch erwartet.
Diese Anforderungen erfüllte die Lokomotive. Es wurde jedoch versäumt, für den Einsatz der Lokomotive den Oberbau zu verstärken. Lediglich der Abschnitt Mudershausen – Zollhaus war für den Einsatz tauglich hergerichtet. Auf den übrigen Abschnitten kam es zu mehreren Entgleisungen. Die Lokomotive war von 1952 bis 1955 an 866 Tagen kalt abgestellt. Danach wurde beschlossen, die Lokomotive zu verkaufen.

### Brohltalbahn III
Bei der Brohltalbahn waren die Einsatzbedingungen sehr gut. Die Lokomotive erhielt die Nummer III und bewältigte von 1957 an mit der Brohltalbahn I fast zehn Jahre lang den schweren Güterzugdienst auf der Strecke mit Steigungen bis 50 ‰. Diese Lokomotiven waren auf Grund ihrer hohen Reibungslast besser für die Steigungsstrecken geeignet als die Malletlokomotive II. Die III versah ihren Dienst bis zur Beschaffung der ersten Diesellokomotiven und wurde im September 1966 ausgemustert. 1967 ist die Lokomotive verschrottet worden.

## Konstruktive Merkmale
Die Lokomotive war eine Zweizylinder-Lokomotive und mit einem Heißdampfkessel ausgerüstet. Mit einem Überhitzer wurde der Dampf auf Temperaturen bis 300 °C überhitzt. Der Kessel hatte einen Durchmesser von 1.300 mm, in ihm befanden sich 70 Heiz- sowie 26 Rauchrohre mit innenliegendem Überhitzer.
Beim Bau wurde sehr viel Wert auf ein kurvengängiges Laufwerk gelegt. Die äußeren beiden Achsen waren seitenverschiebbar und lagen in einem Beugniot-Gestell. Zusätzlich waren die äußeren Achsen mit einer Spurkranzschmierung versehen. Die mittlere Achse war die einzige feststehende Achse. Sie hatte geschwächte Spurkränze. Die Lokomotive war mit zwei Sandkästen ausgerüstet. Von Anfang an war sie mit elektrischer Beleuchtung ausgestattet, als Kupplung besaß sie eine Balancierhebelkupplung.